# SAGEM my100X
SAGEM my100X – telefon komórkowy firmy SAGEM o konstrukcji typu „slim” (cienki i lekki telefon). Ma pomarańczowe podświetlenie klawiatury i ekranu. Zasilany jest baterią Li-Ion o pojemności 680 mAh.